# جامعة سنجان للاقتصاد والماليات
جامعة سنجان للاقتصاد والماليات هي جامعة في مدينة أورومتشي في إقليم سنجان في الصين. تأسست في عام 1950، وهي المؤسسة الرئيسة لدراسة الاقتصاد. التحق بها أكثر من 20 ألف طالب وطالبة. وبها 1302 موظف، بما في ذلك 750 عضو هيئة تدريس، و36 أساتذ و 215 أساتذ مساعد.
تضم 14 قسم أكاديمي منهم: أقسام المصرفية، والمالية، والمحاسبة، وإدارة الأعمال، والإحصاء، وإدارة المعلومات، والاقتصاد، والتسويق، والقانون، وعلوم الكمبيوتر، واللغات الأجنبية، واللغة الصينية، والتربية البدنية.

## وصلات خارجية
- وزارة التربية والتعليم في جمهورية الصين الشعبية
- موقع الجامعة